# Bożena Targosz
Bożena Targosz (ur. 1956 r.) – polska dziennikarka i prezenterka telewizyjna.
Pochodzi z Kielc. Studia germanistyczne ukończyła na Uniwersytetach Jagiellońskim i Uniwersytecie Śląskim. Zakończyła również podyplomowe studium wymowy  w stołecznej PWST. Była w pierwszej dziesiątce zwycięzców konkursu na spikerów w Polskim Radiu, gdzie pracowała do 1995 roku.
Pracę w TVP rozpoczęła od prowadzenia Teleexpressu, później trafiła do nadawanej w TVP2 Panoramy, którą prezentowała na zmianę z Krystyną Czubówną. Od 2004 roku pracuje w Agencji Produkcji Telewizyjnej TVP. Na zmianę z Piotrem Kraśką prowadziła również programy edukacyjne poświęcone Unii Europejskiej.
W 2001 została odznaczona Czerwoną Kokardką.